# Старая таможня (Кольмар)
Старая таможня (фр. Ancienne Douane, эльз. диалект Koïfhus) — одна из достопримечательностей французского города Кольмара, которая расположена по адресу: Place de l’Ancienne Doaune, 68000. В этом здании, построенном в XV веке, в разное время находились таможня, театр, первый офис дисконтного банка, Торгово-промышленная палата, место заседания магистрата.

## История
Здание старой таможни было построено на месте пересечения важных дорог средневекового города Гранд-Рю (фр. Grand’Rue) и Рю-де-Маршан (фр. rue des Marchands). Предположительно, строительство началось в 1433 году и завершилось в 1480 году. В XVI веке появилось еще два здания по соседству с основным. В XIX веке здание находилось в очень плохом состоянии и его готовили к сносу, но позже было решено провести реставрацию, которая длилась с 1895 по 1898 год. Башня и плитка сохранились с того времени.
В 2002 году завершилась последняя реконструкция здания. Во время нее ремонтировали балюстраду из песчаника в стиле ренессанс. Здание старой таможни является старейшим общественным зданием в Кольмаре и когда-то выполняло множество функций. На первом этаже был склад, здесь товары, которые импортировались и экспортировались, облагались налогами. Также, здесь проводились заседания депутатов Декапольской федерации 10 имперских городов Эльзаса. В здании заседал магистрат. После революции здание старой таможни использовалось для других целей.
Приблизительно в 1840 году здесь находился театр, а в 1848 году был первый офис дисконтного банка. В этом здании с 1870 по 1930 год размещалась Торгово-промышленной палаты. В конце XIX века здесь была католическая школа для мальчиков и израильская школа. В наше время здесь проводятся публичные мероприятия, есть выставочные и концертные залы.
Здание представляет собой типичную городскую средневековую постройку. У дома бургундская черепичная крыша, открывается вид на фахверковые дома.
Рядом со старой таможней расположено еще одна достопримечательность — фонтан, созданный Бартольди.

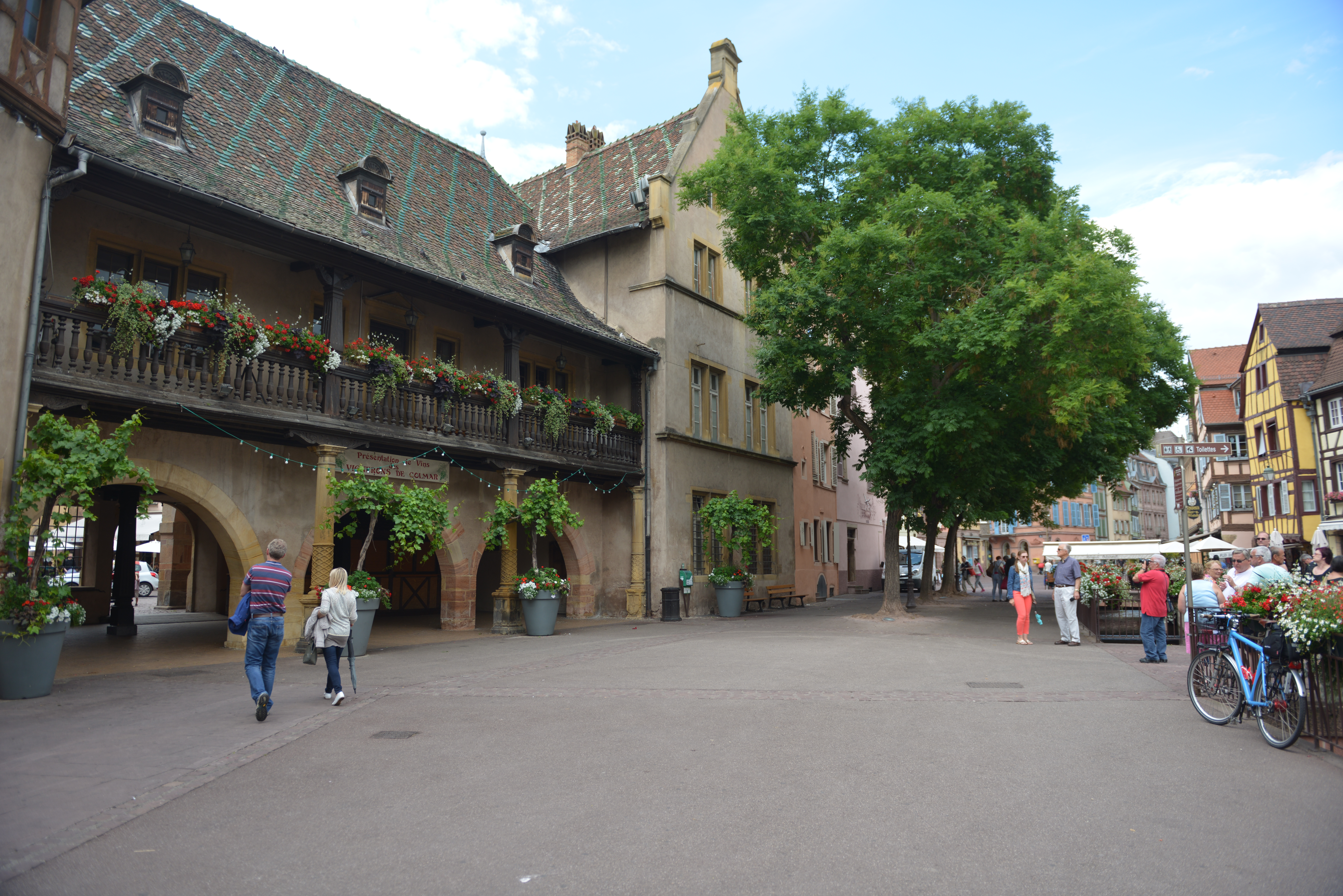
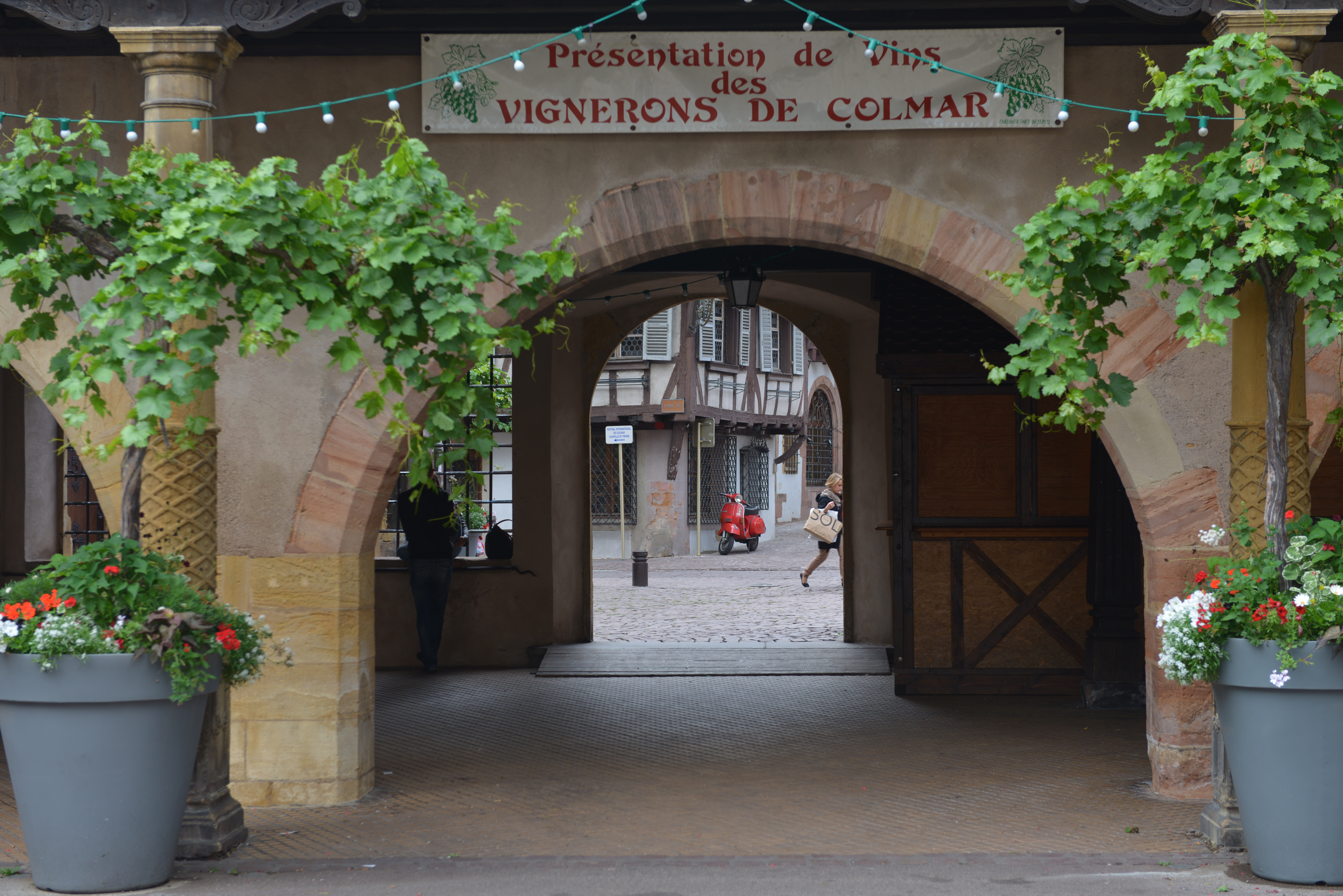
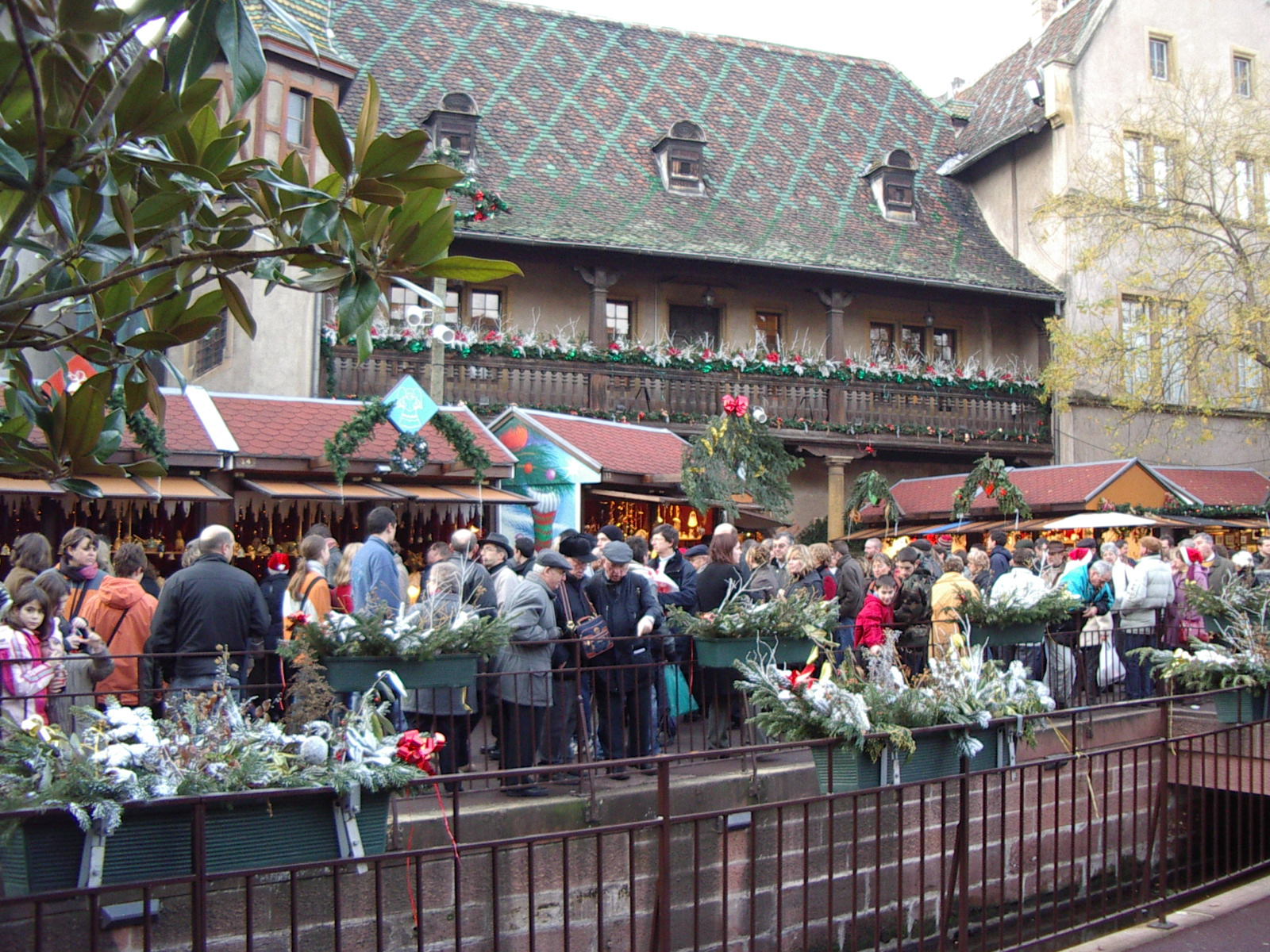
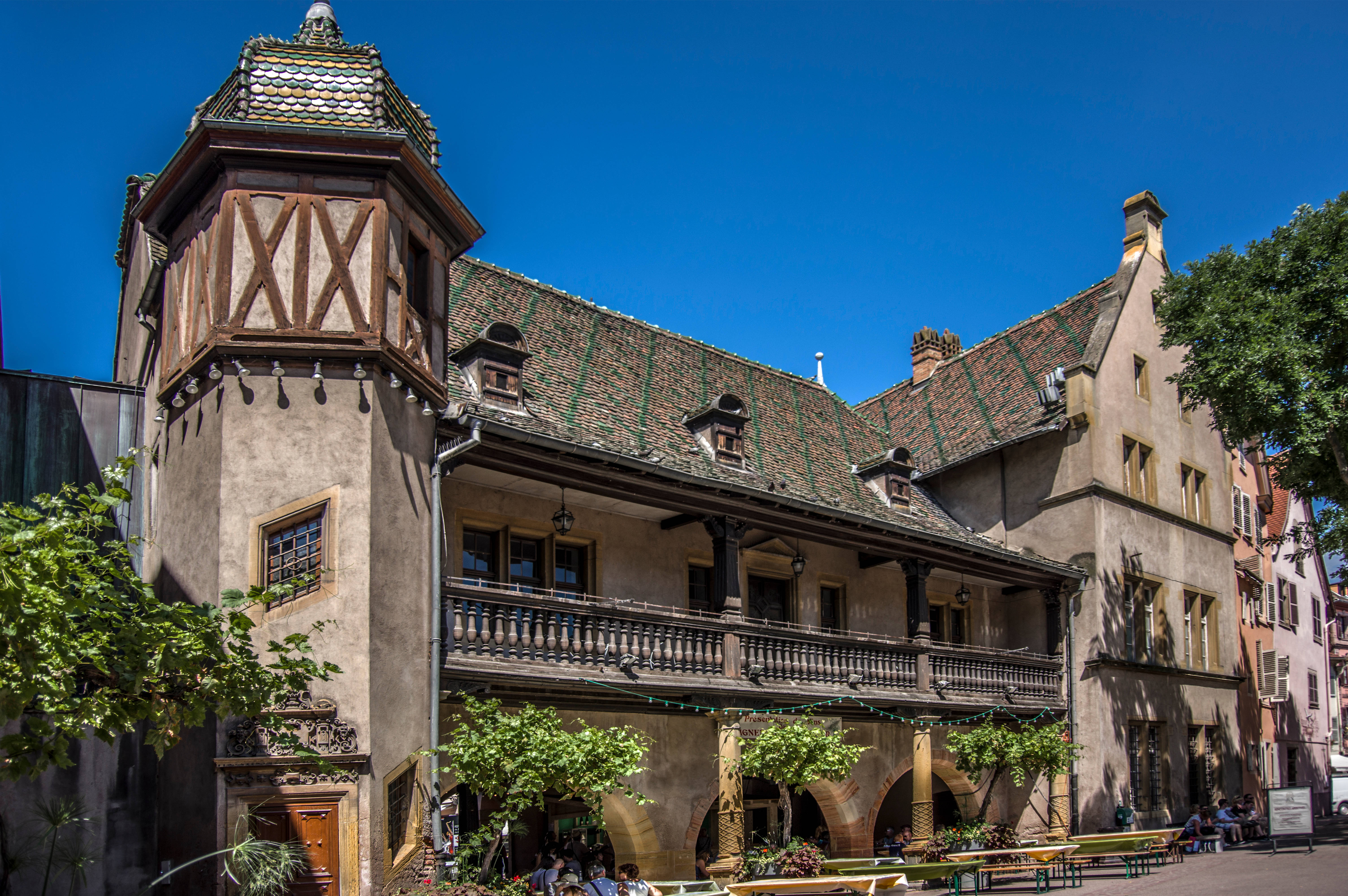
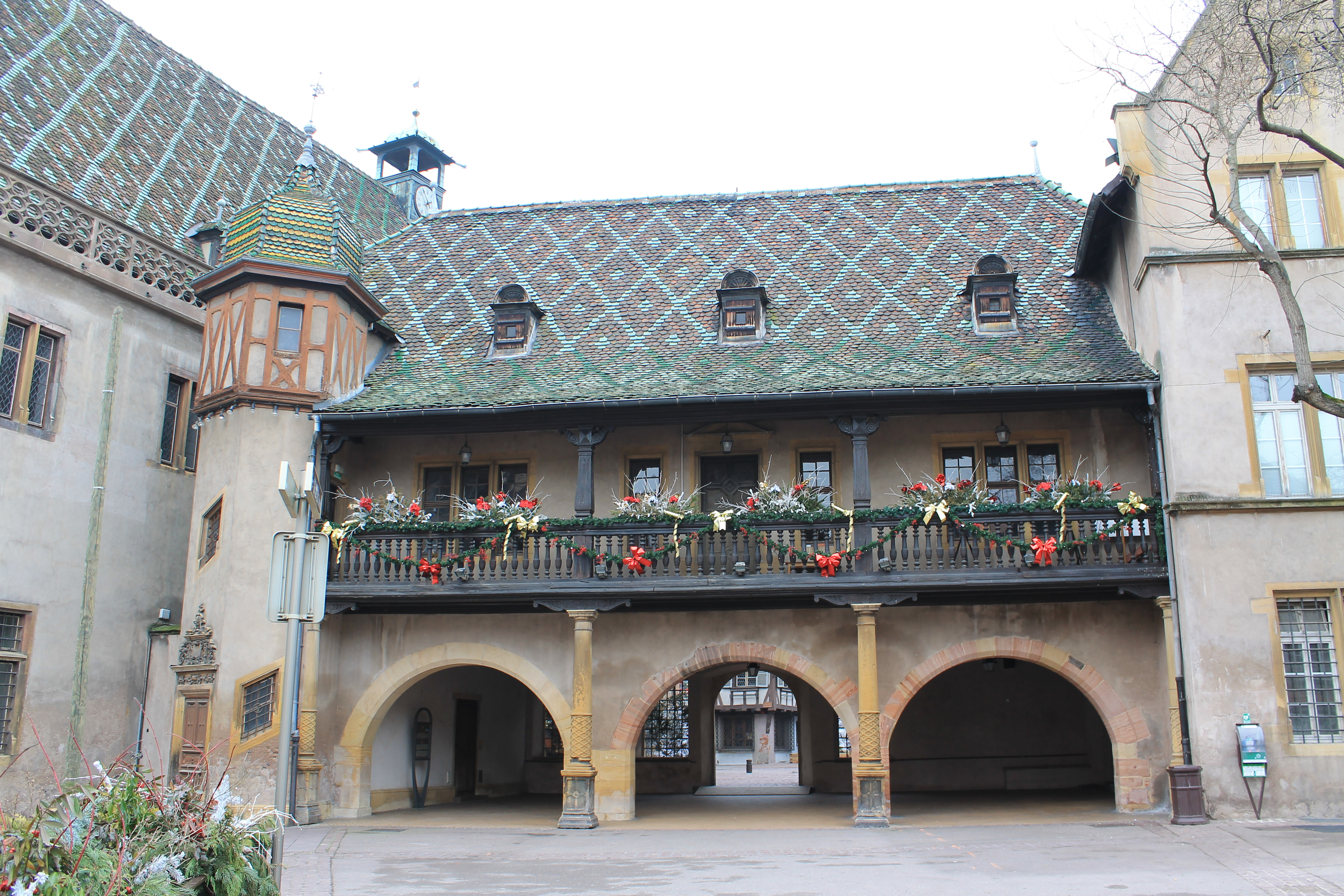
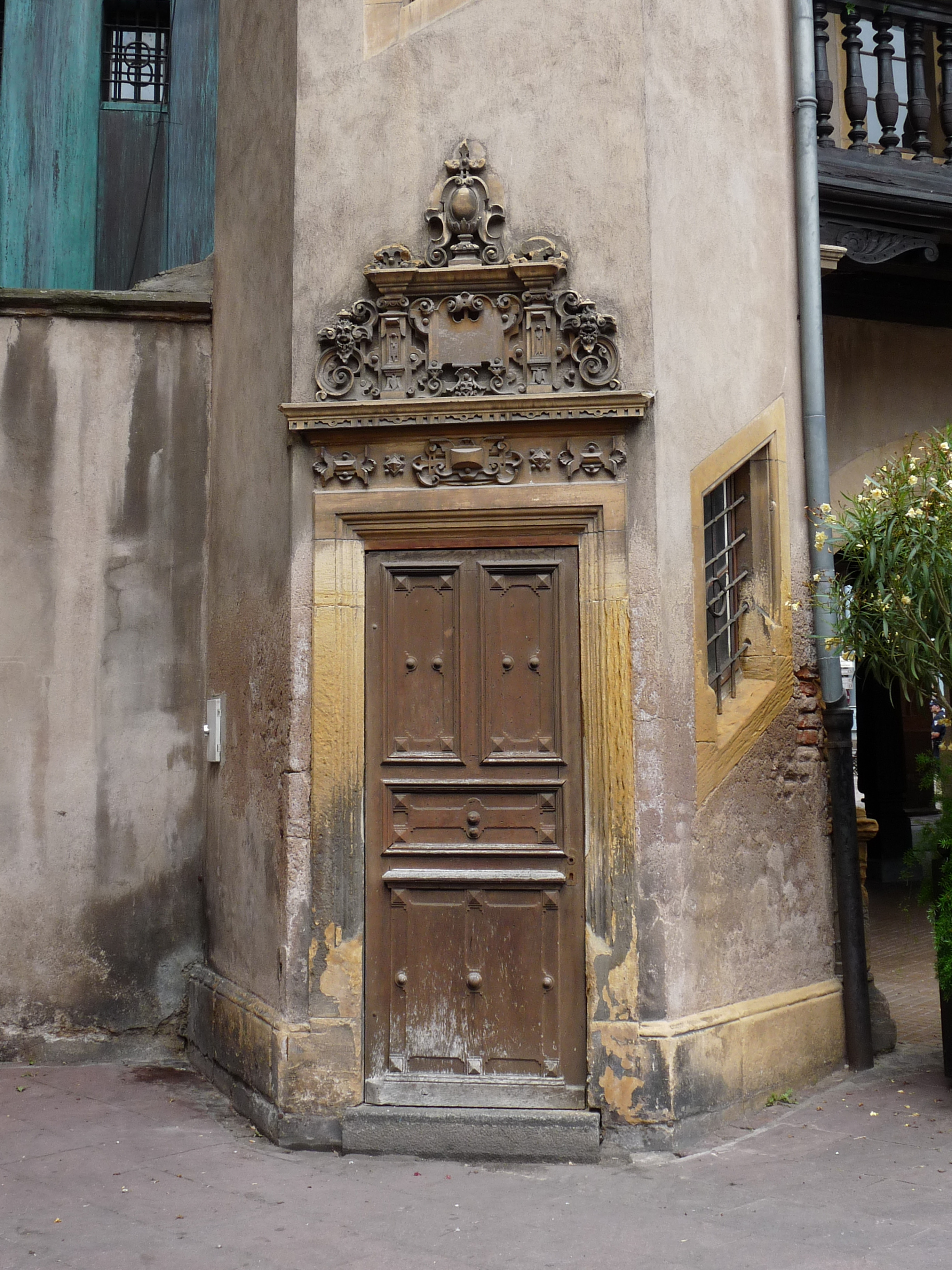
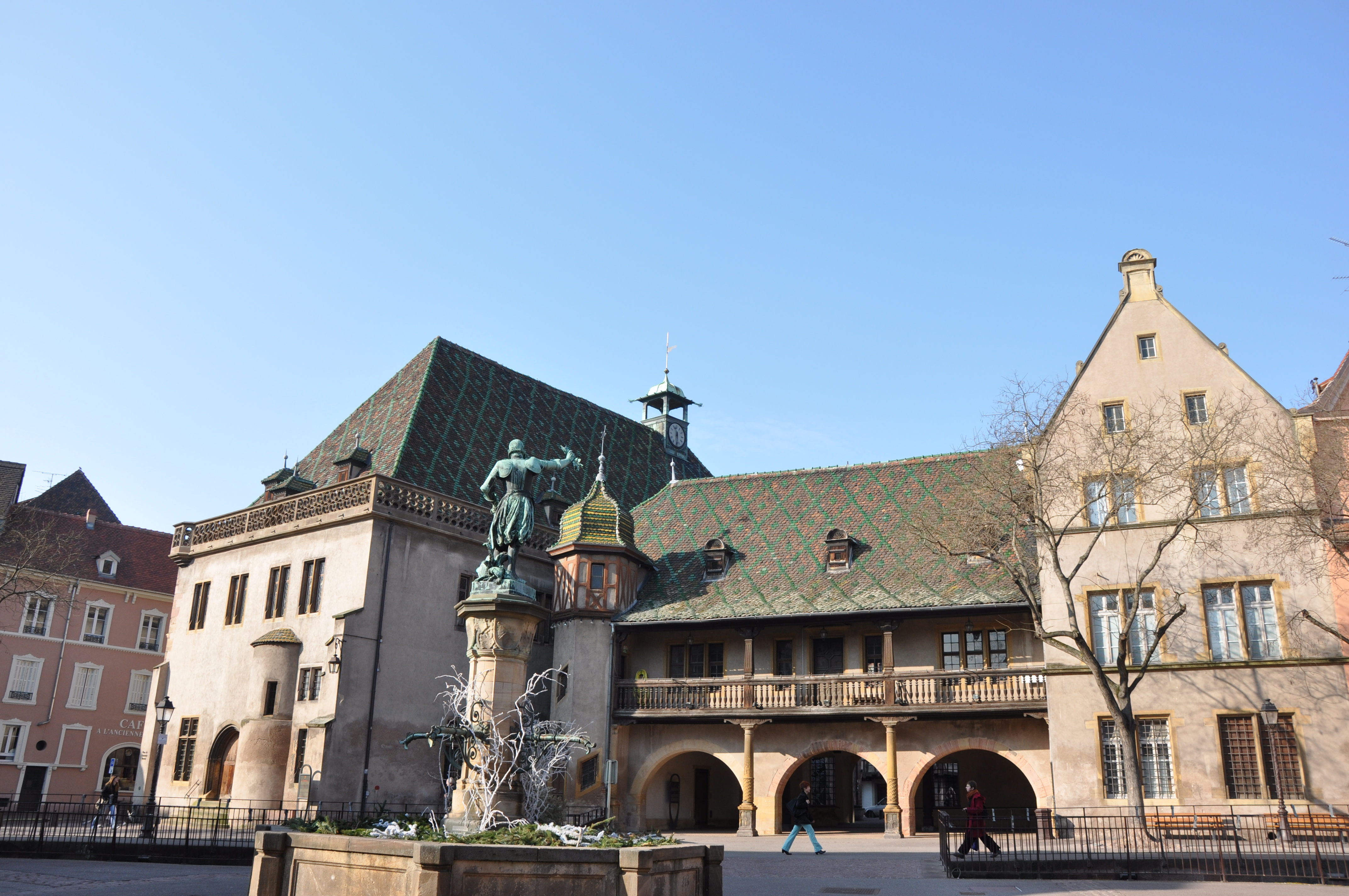
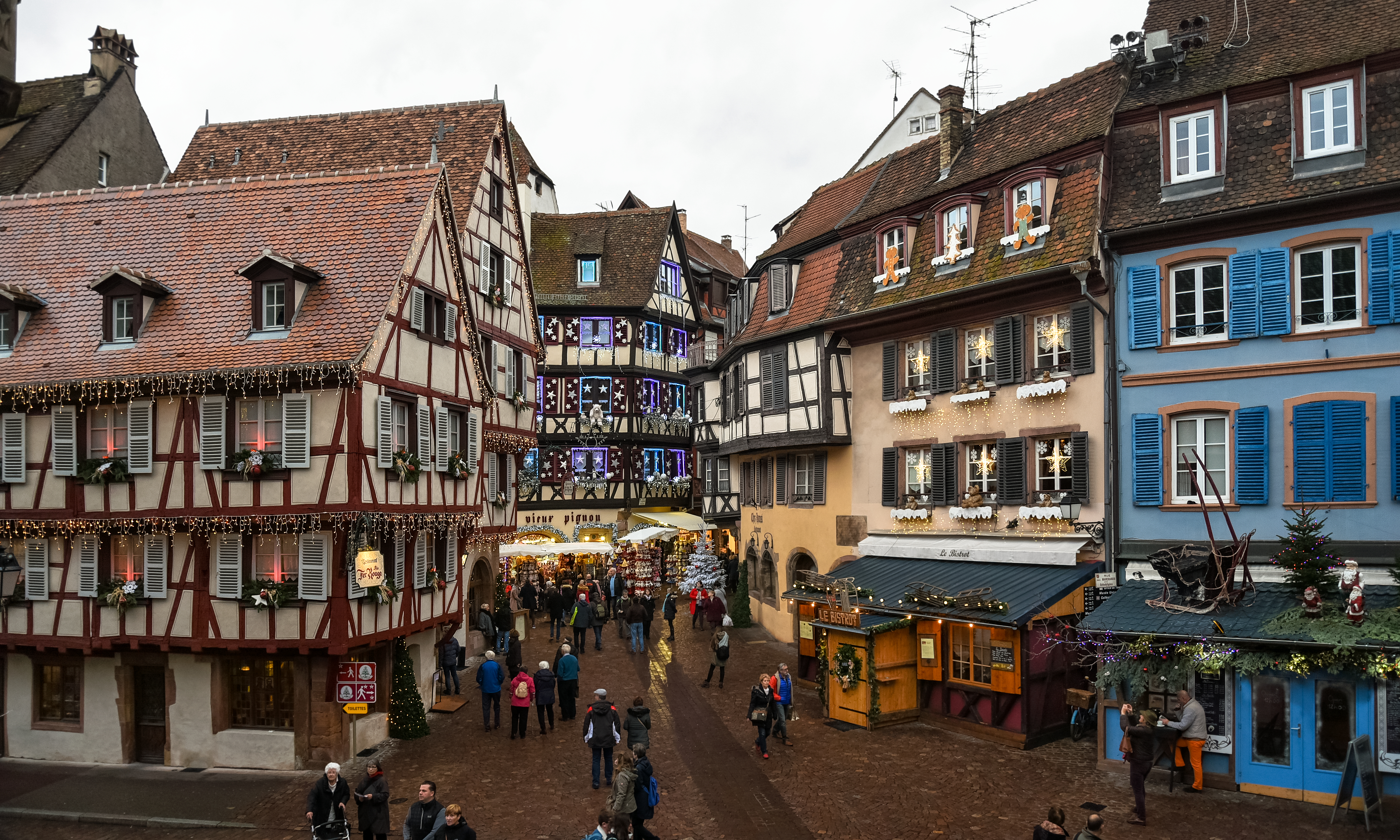
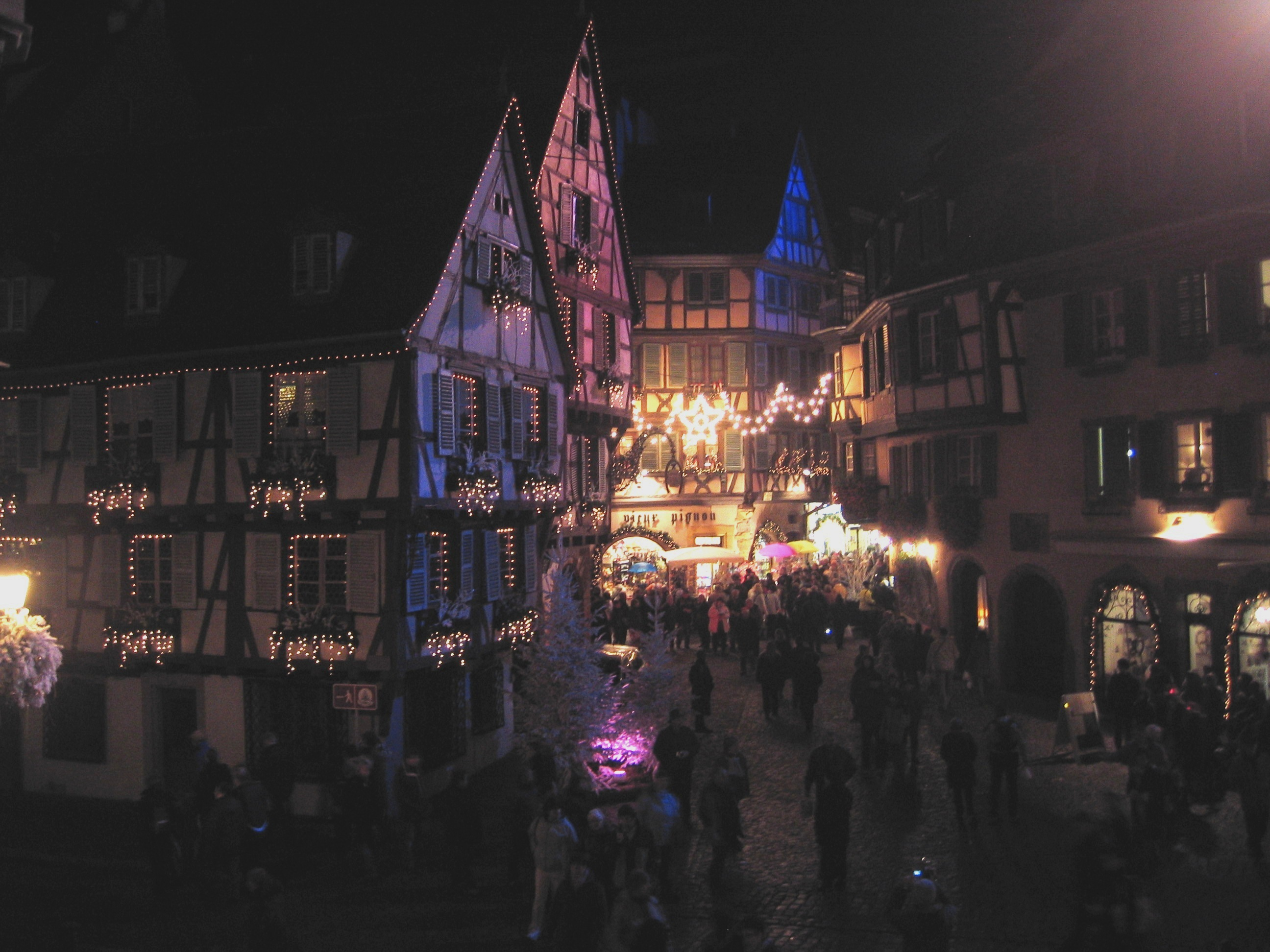
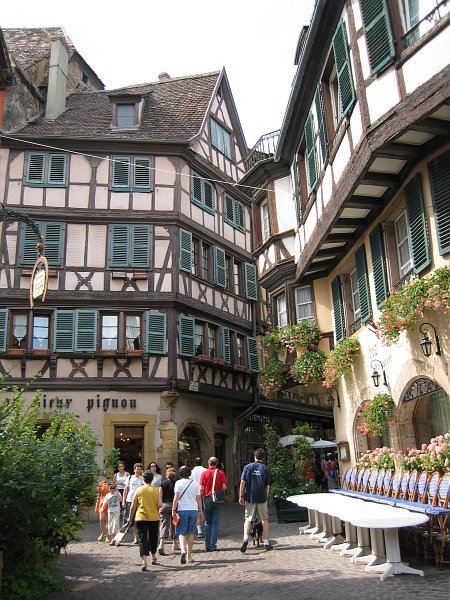
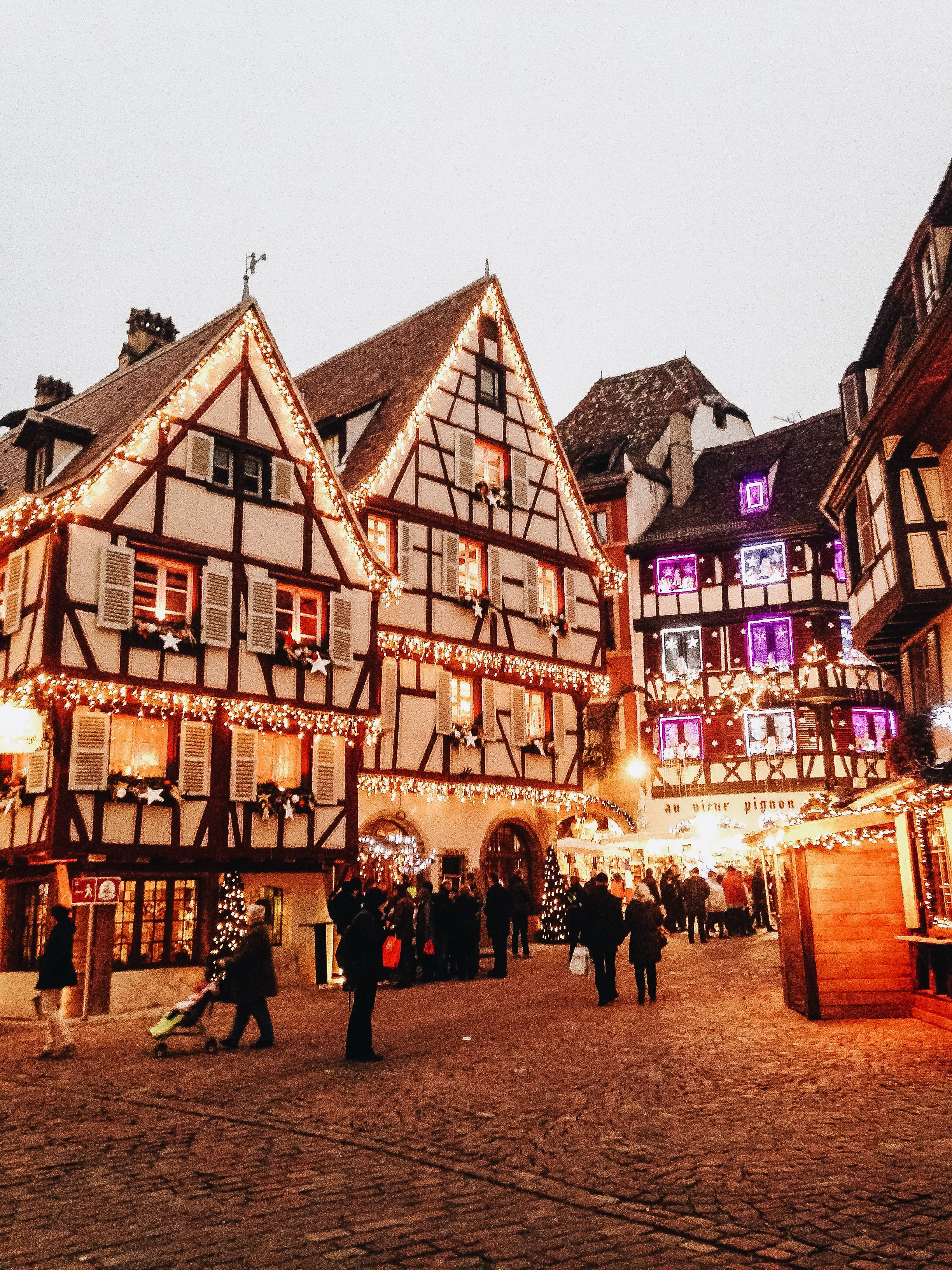
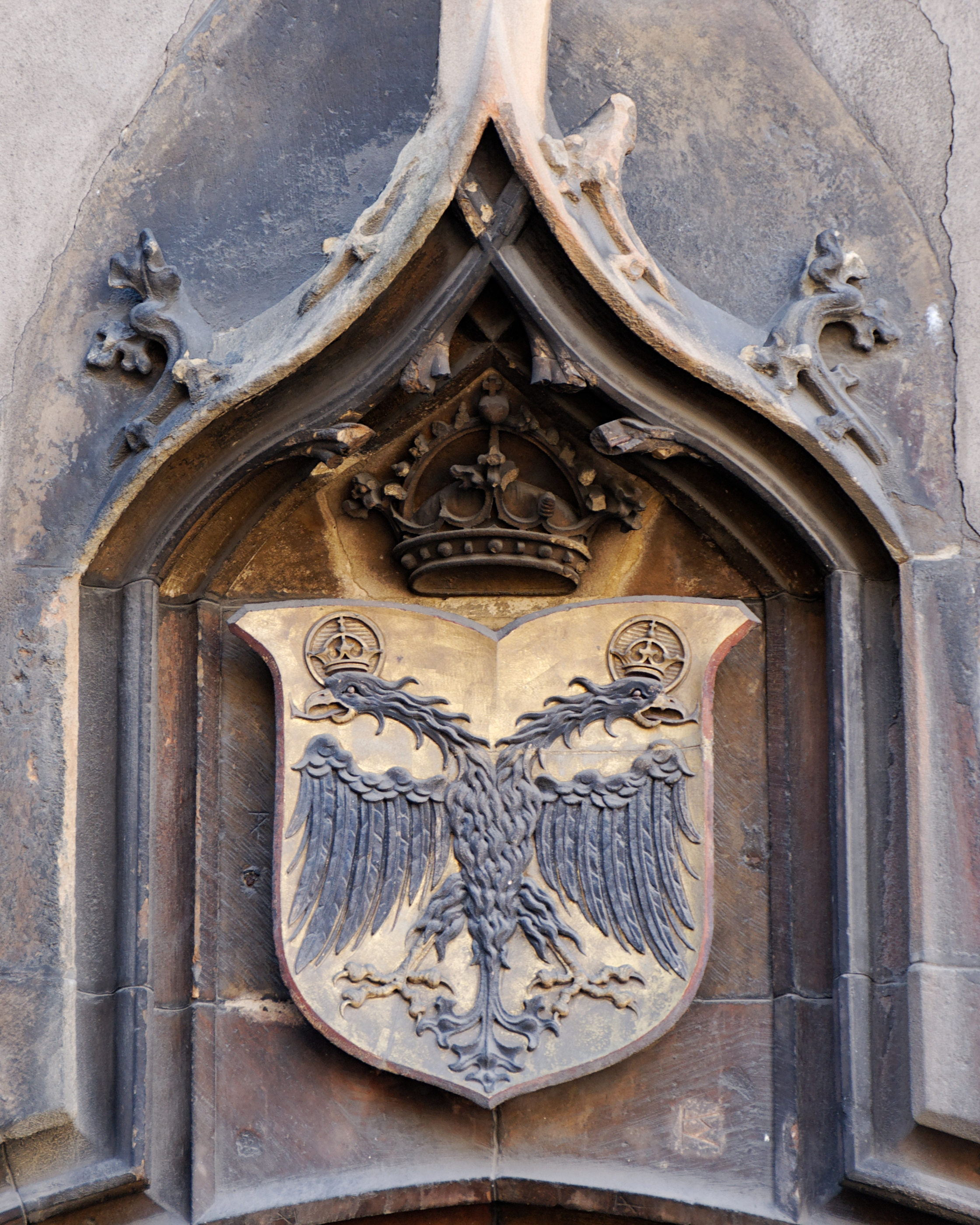